# Польша на зимних Олимпийских играх 1984
Польша принимала участие в Зимних Олимпийских играх 1984 года в Сараево (Югославия) в четырнадцатый раз за свою историю, но не завоевала ни одной медали. Сборную страны представляли 30 спортсменов, в том числе 6 женщин, соревнующиеся в шести видах спорта.

## Горнолыжный спорт
Женщины
| Спортсменка             | Дисциплина        | Заезд 1 | Заезд 1 | Заезд 2 | Заезд 2 | Итог    | Итог  |
| Спортсменка             | Дисциплина        | Время   | Место   | Время   | Место   | Время   | Место |
| ----------------------- | ----------------- | ------- | ------- | ------- | ------- | ------- | ----- |
| Эва Грабовска           | Гигантский слалом | 1:12.45 | 34      | 1:15.10 | 31      | 2:27.55 | 33    |
| Эва Грабовска           | Слалом            | 50.06   | 15      | 49.56   | 14      | 1:39.62 | 13    |
| Дорота Тлалка-Могоре    | Гигантский слалом | 1:11.91 | 25      | 1:14.99 | 30      | 2:26.90 | 30    |
| Дорота Тлалка-Могоре    | Слалом            | DNF     | -       | -       | -       | DNF     | -     |
| Малгожата Тлалка-Могоре | Слалом            | 49.20   | 6       | 48.77   | 7       | 1:37.97 | 6     |

## Лыжные гонки
Мужчины
| Спортсмен  | Дисциплина | Финал     | Финал |
| Спортсмен  | Дисциплина | Время     | Место |
| ---------- | ---------- | --------- | ----- |
| Юзеф Лущек | 15 км      | 45:04.8   | 36    |
| Юзеф Лущек | 30 км      | 1.38:11.7 | 41    |
| Юзеф Лущек | 50 км      | 2.25:46.9 | 27    |

## Фигурное катание
| Спортсмен          | Дисциплина                | Обязательная программа | Короткая программа | Произвольная программа | Сумма мест | Место |
| ------------------ | ------------------------- | ---------------------- | ------------------ | ---------------------- | ---------- | ----- |
| Гжегож Филиповский | Мужское одиночное катание | 12                     | 12                 | 15                     | 27.0       | 12    |

## Хоккей
Польша провела отборочный этап в группе А, заняв четвёртое из шести мест, в финал из группы вышли СССР и Швеция.
- СССР 12:1 Польша
- ГДР 8:5 Польша
- Италия 6:1 Польша
- Швеция 10:1 Польша
- Польша 8:1 Югославия

В матче за седьмое место поляки проиграли сборной США со счётом 4:7 и заняли итоговое восьмое место.

## Прыжки с трамплина
| Спортсмен  | Дисциплина          | Прыжок 1   | Прыжок 1 | Прыжок 2   | Прыжок 2 | Итог  | Итог  |
| Спортсмен  | Дисциплина          | Расстояние | Очки     | Расстояние | Очки     | Очки  | Место |
| ---------- | ------------------- | ---------- | -------- | ---------- | -------- | ----- | ----- |
| Пётр Фияс  | Нормальный трамплин | 87.0       | 103.2    | 88.0       | 101.3    | 204.5 | 7     |
| Пётр Фияс  | Большой трамплин    | 103.0      | 96.9     | 95.0       | 83.7     | 180.6 | 17    |
| Януш Малик | Нормальный трамплин | 78.0       | 85.8     | 82.5       | 95.0     | 180.8 | 30    |
| Януш Малик | Большой трамплин    | 85.0       | 65.2     | 84.0       | 62.3     | 127.5 | 46    |

## Конькобежный спорт
Женщины
| Спортсменка        | Дисциплина | Финал   | Финал |
| Спортсменка        | Дисциплина | Время   | Место |
| ------------------ | ---------- | ------- | ----- |
| Лилианна Моравец   | 500 м      | 43.43   | 15    |
| Лилианна Моравец   | 1000 м     | 1:26.53 | 10    |
| Лилианна Моравец   | 1500 м     | 2:39.37 | 30    |
| Эрвина Рысь-Ференс | 500 м      | 42.71   | 9     |
| Эрвина Рысь-Ференс | 1000 м     | 1:25.81 | 7     |
| Эрвина Рысь-Ференс | 1500 м     | 2:08.08 | 5     |
| Эрвина Рысь-Ференс | 3000 м     | 4:42.90 | 14    |
| Зофья Токарчик     | 500 м      | 43.13   | 14    |
| Зофья Токарчик     | 1000 м     | 1:26.95 | 14    |